# Bitka za Talas
Bitka za Talas (arapski: معركة نهر طلاس) koja se vodila 751. godine je bila treća i posljednja bitka između vojnih snaga Kineskog Carstva vođenog od Dinastije Tang i arapskih osvajača u sklopu širenja muslimanske vjere. Povjesničari su tijekom jednog razdoblja usporedili ovu bitku s dvjema bitkama za Carigrad i bitkom kod Toursa pošto je u tim bitkama zaustavljen arapski prodor u Europu dok je u Bitki za Talas on zaustavljen u smjeru Kine.

## Raniji događaji
Do prvog kratkotrajnog arapsko-kineskog rata dolazi 715. godine nakon što je uz arapsku pomoć oboren prokineski vladara Ferganske doline. U protunapadu kineska armija od 10.000 vojnika vraća svog vazala na vlast i vrši pokolj protivnika.
U odgovoru na taj potez Dinastije Tang arapska vojska 717. godine vrši napad na najzapadniju kinesku pokrajinu imena Akse. Ovaj put Kina šalje dvije armije na arapsku vojsku što rezultira njenom ponovnom potpunom pobjedom. Do prva dva rata ili preciznije bitke dolazi istovremeno s arapskim osvajanjem današnjeg područja Pakistana, ali nakon njih arapska vladaćuja dinastija Omejida pada u krizu što završava njihov prodor na istok.
Padom arapske dinastije Omejadi u građanskom ratu na vlast dolazi dinastija Abasidi čiji prvi vladar, kalif nakon osvajanja vlasti 750. godine šalje vojsku u napad na susjede kako bi vojnim pobjedama legalizirao svoju vlast u narodu. 

## Bitka
Do bitke za Talas koja se vodila negdje u graničnom području današnjeg Kazahstana i Kirgistana dolazi u kasno ljeto 751. godine kada jedna od tih armija dolazi u centralnu aziju kako bi osvojila područje rijeke Sir-Darje koje se nalazilo pod kineskom kontrolom. U bitki po kineskim izvorima će sudjelovati malo vjerojatnih 200.000 arapskih vojnika protiv 30.000 kineskih vojnika (zajedno s plaćenicima) tako da će potpunu pobjedu ostvariti arapska dinastija Abasidi. Po kineskim izvorima razlog za tu pobjedu je bila izdaja oko 20.000 kineskih plaćenika iz centralne Azije koji prelaze na arapsku stranu što rezultira vojnom katastrofom. Kineski general vidjevši što se događa je naredio svojim lojalnim vojnicima da krenu u organizirano povlačenje tijekom kojega su arapskim pratiteljima nanijeli veće gubitke. Na kraju će bitku preživjeti samo 2.000 kineskih vojnika od njih 10.000.

## Nakon bitke
Kineska vojska se nakon ovog poraza počela pripremati za vlastitu invaziju centralne azije da je oslobodi od arapskih osvajača, ali nakon početnog uspjeha 753. godine na području današnje sjevernog Pakistana u Kini izbija 755. godine An Shi pobuna koju će dinastija Tang jedva preživjeti tako da Kina defenitivno odustaje od daljnjih bitaka u centralnoj Aziji. S druge strane pobjednik u bitki Abasidski kalifat je bio vjerojatno obavješten o veličini tadašnje Kineske vojske (oko 500.000 vojnika) i broju stanovnika Kine (oko 80 miljuna) od strane plaćenika koji su prešli na njegovu stranu, a imao je i svoje unutrašnje probleme pa je ideja o invaziji Kine postala nepraktična. Jedini konkretni rezultati ove bitke koji su neki raniji povjesničari nazvali odlučujućom zbog zaustavlja arapske ekspanzije na istok postaje prihvaćanje muslimanske vjere u centralnoj aziji iz koje je zauvijek izbačena Kina.